# 拉莫特富凯
拉莫特富凯（法語：La Motte-Fouquet，法語發音：[la mɔt fukɛ] ⓘ）是法国奥恩省的一个市镇，属于阿朗松区。

## 地理
拉莫特富凯（48°34'5"N, 0°17'6"W）面积9.32 平方千米，位于法国诺曼底大区奧恩省，该省份为法国西北部内陆省份，北起顺时针与卡爾瓦多斯省、厄尔省、厄尔-卢瓦省、萨尔特省、马耶讷省和芒什省接壤。
与拉莫特富凯接壤的市镇（或旧市镇、城区）包括：利涅尔-奥热尔、拉绍、茹埃迪布瓦、马尼勒代塞尔、圣帕特里斯-迪代塞尔。

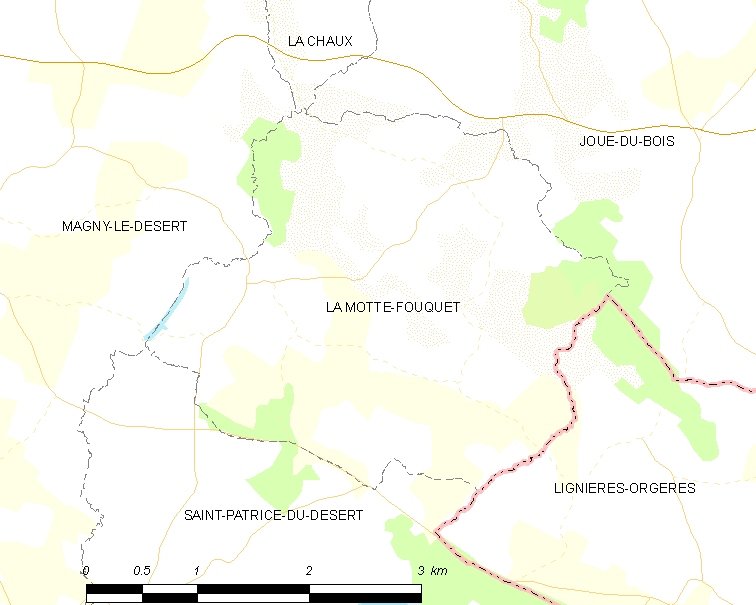
拉莫特富凯的OSM定位图

拉莫特富凯的时区为UTC+01:00、UTC+02:00（夏令时）。

## 行政
拉莫特富凯的邮政编码为61600，INSEE市镇编码为61295。

## 政治
拉莫特富凯所属的省级选区为马尼勒代塞尔县。

## 人口

1962-2008年间拉莫特富凯人口变化图示

拉莫特富凯于2022年1月1日时的人口数量为159人。